# Gatesville (Texas)
Gatesville è un comune (city) degli Stati Uniti d'America e capoluogo della contea di Coryell nello Stato del Texas. La popolazione era di 15.751 abitanti al censimento del 2010. Gatesville fa parte dell'area metropolitana di Killeen-Temple-Fort Hood. La città ha cinque delle otto prigioni e carceri di stato per donne gestite dal Texas Department of Criminal Justice. Una delle strutture, la Mountain View Unit, ha il braccio della morte dello stato per le donne.

## Geografia fisica
Gatesville è situata a 31°26′12″N 97°44′07″W (31.436755, -97.735257).
Secondo lo United States Census Bureau, la città ha una superficie totale di 23,06 km², dei quali 23,05 km² di territorio e 0,01 km² di acque interne (0,04% del totale).
La città si trova 30 miglia (48 km) da Waco. Si trova a metà strada tra Austin e Fort Worth.
La U.S. Route 84 attraversa la città, conducendo a est 37 miglia (60 km) a Waco e ad ovest 50 miglia (80 km) a Goldthwaite. La Texas State Highway 36 passa attraverso il lato est della città, conducendo a nord-ovest 32 miglia (51 km) ad Hamilton e sud-est 35 miglia (56 km) a Temple.

## Storia

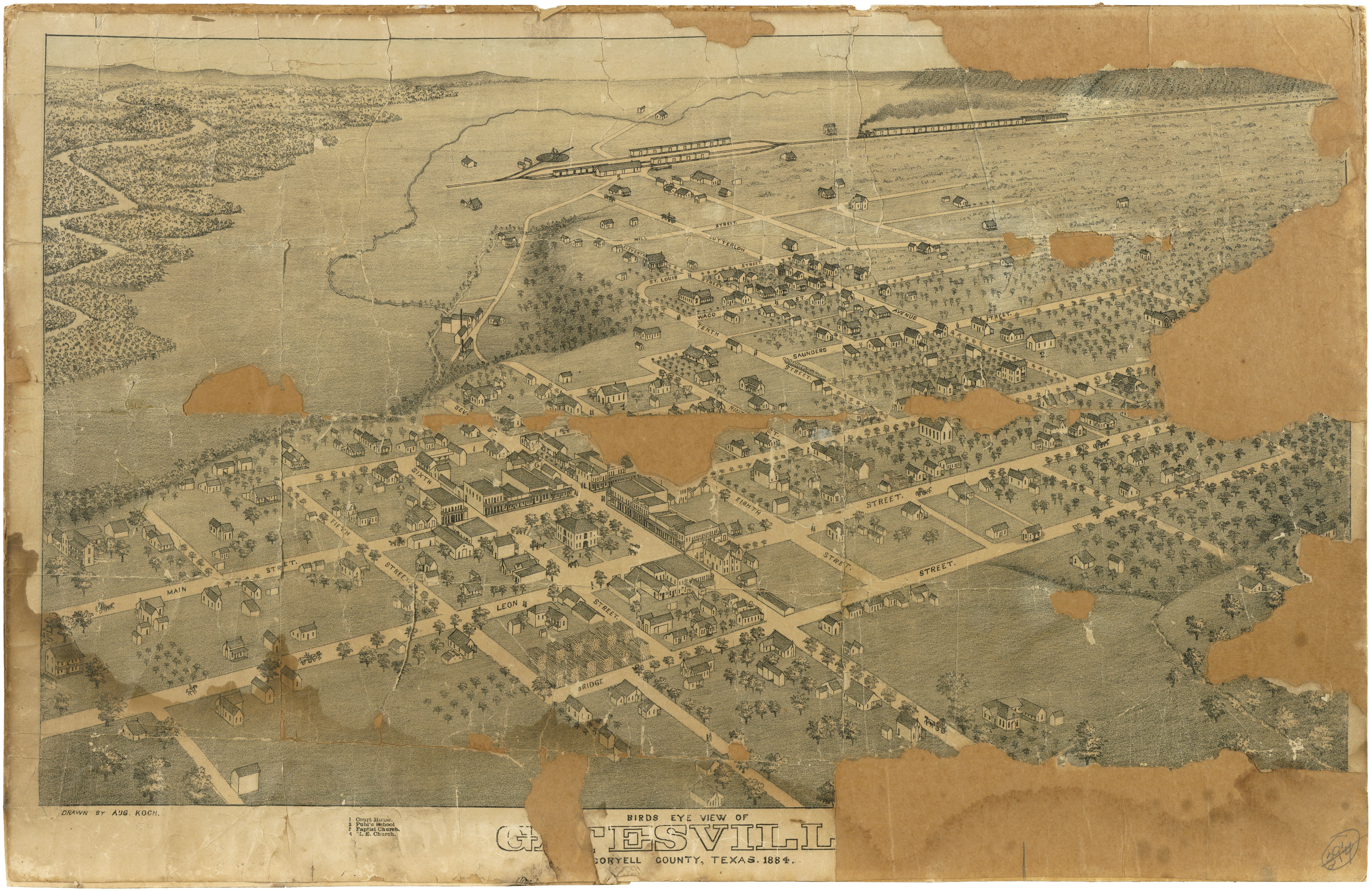
La città nel 1884

La città fu fondata sulla terra donata da Richard G. Grant nel 1854 e prese il nome dal vicino Fort Gates. Nel 1880 la sua popolazione era salita a 434 abitanti, ed era diventata un'importante stazione di rifornimento di frontiera.

## Società

### Evoluzione demografica
Secondo il censimento del 2010, la popolazione era di 15.751 abitanti.

### Etnie e minoranze straniere
Secondo il censimento del 2010, la composizione etnica della città era formata dal 70,78% di bianchi, il 20,03% di afroamericani, lo 0,53% di nativi americani, lo 0,5% di asiatici, lo 0,03% di oceanici, il 6,54% di altre razze, e l'1,59% di due o più etnie. Ispanici o latinos di qualunque razza erano il 17,14% della popolazione.